# Amphimedon ochracea
Amphimedon ochracea är en svampdjursart som först beskrevs av Keller 1889.  Amphimedon ochracea ingår i släktet Amphimedon och familjen Niphatidae.
Artens utbredningsområde är Eritrea. Inga underarter finns listade i Catalogue of Life.